# L'ingenua
L'ingenua è un film italiano di genere erotico del 1975, diretto da Gianfranco Baldanello.

## Trama
La truffaldina vendita di una villa complica nella vicenda un goffo e timido ragazzo che non sa come liberarsi della aggressiva fidanzata, una attrice di varietà, una coppia di sposi novelli ma già in fase di reciproci tradimenti e una commessa, ovvero la finta ingenua che trarrà tutti i benefici dall'imbroglio.

## Produzione
Il film è stato girato nella provincia di Padova, alcune scene nei comuni di Bovolenta, Monselice e Noventa Padovana. La villa in cui è ambientata la seconda parte della pellicola è Villa Mandriola, situata ad Albignasego.